# Kronprinsessan Victorias pokal
Kronprinsessan Victorias pokal är ett vandringspris som sedan 2005 tilldelas vinnarna av Damallsvenskan i fotboll.

## Utformning
Vandringspriset är designat av konstfacksstudenten Klara Schmidt. Det består av en boll av silver som sitter på en lutande roterande axel liknande en jordglob. På silverbollen finns SM-vinnarlagens namn ingraverade. Segrande lag får behålla en miniatyr av pokalen.

## Pristagare
- 2005 - Umeå IK
- 2006 - Umeå IK
- 2007 - Umeå IK
- 2008 - Umeå IK
- 2009 - Linköpings FC
- 2010 - LdB FC Malmö
- 2011 - LdB FC Malmö
- 2012 - Tyresö FF
- 2013 - LdB FC Malmö
- 2014 - FC Rosengård
- 2015 - FC Rosengård
- 2016 - Linköpings FC
- 2017 - Linköpings FC
- 2018 - Piteå IF
- 2019 - FC Rosengård
- 2020 - Kopparbergs/Göteborg FC
- 2021 - FC Rosengård
- 2022 - FC Rosengård
- 2023 - Hammarby Fotboll
- 2024 - FC Rosengård